# Didrik av Oldenburg
Didrik "den lycklige" av Oldenburg (tyska: Dietrich "der Glückliche"), född 1390, död 14 februari 1440 i Delmenhorst, begravd i Sankt Lamberts kyrka i Oldenburg, var greve av Oldenburg och Delmenhorst från 1436. Son till greve Kristian V av Oldenburg (död 1399/1403) och Agnes av Honstein (död efter 1394).
Farfars farfars farfars farfars far till Gustav III av Sverige.
Didrik gifte sig första gången 1401 med Adelheid av Oldenburg-Delmenhorst (död 1404/1423). Didrik upprättade ett nytt bröllopskontrakt 23 november 1423 med Hedvig av Holstein (1398-1436). Paret fick följande barn:
1. Kristian I av Danmark, Norge och Sverige (1426-1481), nordisk unionskung
2. Moritz V av Oldenburg (omkring 1428-1464), greve av Oldenburg
3. Gerhard av Oldenburg (omkring 1430-1500), greve av Oldenburg